# Утігард
Водоспад Утігард (офіційна норвезька назва — водоспад Рамнеф'єль (норв. Ramnefjellsfossen)) розташований на горі Рамнеф'єлет (норв. Ramnefjellet), у комуні Стрюн фюльке Согн-ог-Ф'юране, Норвегія — бл.10 км на південний схід від селищ Лоен та Олден.

## Опис
Джерелом водоспаду є льодовик  Рамнеф'єль (норв. Ramnefjellbreen), рукав найбільшого у Європі льодовика  Йостедаль (норв. Jostedalsbreen).
Загальна висота падіння води — 818 м, або 585 метрів (за іншими вимірами — якщо рахувати тільки падіння в каскаді). Водоспад має чотири яруси (каскади) вільного падіння води, найбільший з яких — 405 метрів.
Після водоспаду, вода попадає у озеро Лоен.
Водоспад активний протягом 9 місяців на рік, з максимальною витратою води — 3 куб.м./с (середнє 1 куб.м./с). Протягом зимових місяців водоспад замерзає.

## Питання назви та рейтингу
Офіційною норвезькою топографічною назвою є водоспад Рамнеф'єль (норв. Ramnefjellsfossen), в пам'ять про інцидент. Утігард є старою назвою, по імені струмка, на якому водоспад розташований.

Водоспад в декількох публікаціях неофіційно вважається третім в світі за висотою. З іншого боку, «The World Waterfall Database», вебсайт ентузіастів водоспадів, що включає все невеликі та сезонні водоспади Норвегії, вважає його лише одинадцятим за висотою.

## Туристичне та економічне значення
До водоспаду можна легко дістатися човном, гідропланом чи дорогою. Також у пішохідній доступності від низу водоспаду розташований кемпінг.
Через невеликий потік води, Утігард є одним з небагатьох великих водоспадів в Норвегії, який не був намічений для цілей використання гідроелектричного потенціалу.

## Інциденти
Гора Рамнеф'єль стала причиною загибелі більше ніж 100 людей в результаті великих зсувів ґрунту в 1905 та 1936 роках. Зокрема в 1905 р. від гори відвалилася скеля, і впавши в озеро, підняла цунамі бл. 10 м заввишки, яке змело декілька берегових селищ.

## У медіа
Фотографія водоспаду з озера Лованет, знята 2008 р., використовувалась в брошурі «Skywards» авіакомпанії Emirates Airline.